# Zboże (gromada)
Zboże (od 1 I 1959 Sępólno Krajeńskie) – dawna gromada, czyli najmniejsza jednostka podziału terytorialnego Polskiej Rzeczypospolitej Ludowej w latach 1954–1972.
Gromady, z gromadzkimi radami narodowymi (GRN) jako organami władzy najniższego stopnia na wsi, funkcjonowały od reformy reorganizującej administrację wiejską przeprowadzonej jesienią 1954 do momentu ich zniesienia z dniem 1 stycznia 1973, tym samym wypierając organizację gminną w latach 1954–1972.
Gromadę Zboże z siedzibą GRN w Zbożu utworzono – jako jedną z 8759 gromad na obszarze Polski – w powiecie sępoleńskim w woj. bydgoskim, na mocy uchwały nr 24/9 WRN w Bydgoszczy z dnia 5 października 1954. W skład jednostki weszły obszary dotychczasowych gromad Zboże i Wysoka ze zniesionej gminy Więcbork, osiedla Grochowiec, Świdwie, Kawle, Chmielniki i Siedlisko z miasta Sępólno Kraińskie oraz parcele gospodarcze nr 24 oraz 93–142 z dotychczasowej gromady Niechorz ze zniesionej gminy Sępólno Kraińskie w tymże powiecie. Dla gromady ustalono 21 członków gromadzkiej rady narodowej.
1 stycznia 1959 do gromady Zboże włączono część wsi Niechorz o obszarze 791,88 ha z gromady Olszewka w tymże powiecie, po czym gromadę Zboże zniesiono przez przeniesienie siedziby GRN ze Zboża do Sępólna Krajeńskiego i zmianę nazwy jednostki na gromada Sępólno Krajeńskie.